# Duncan Kuria
Duncan Murai Kuria (ur. 11 stycznia 1978) − kenijski bokser, uczestnik igrzysk Wspólnoty Narodów w Melbourne (2006).

## Kariera amatorska
W 2006 był uczestnikiem igrzysk Wspólnoty Narodów, w których rywalizował w kategorii muszej. W pierwszej swojej walce pokonał przed czasem w trzeciej rundzie Nigeryjczyka Saheeda Olawale'a. W walce o półfinał przegrał z Martinem Mubiru, ulegając mu na punkty (16:26).